# Maddalena Laura Sirmen
Maddalena Sirmen, nacida Maddalena Lombardini, (Venecia, 9 de diciembre de 1745 - Ibidem, 18 de mayo de 1818) fue una violinista y compositora italiana, que también actuó como cantante.

## Biografía
Nació en Venecia, hija de familia noble, pero caída en la pobreza. Comenzó sus estudios a los siete años de edad en un orfanato de su ciudad natal, donde se enseñaba música.

Durante los catorce años que permaneció en el lugar, Sirmen fue ocasionalmente autorizada a recibir clases del virtuoso violinista y compositor Giuseppe Tartini (1692–1770), quien apoyó el inicio de su carrera.
A la edad de 21 años, Sirmen recibió su licencia como maestro en el orfanato, lo que le permitió continuar su carrera musical fuera de Venecia. En 1767 contrajo matrimonio con el entonces reconocido violinista Ludovico Sirmen. Ese mismo año iniciaron juntos una gira de conciertos. Aunque no se conoce mucho de su relación, se cree que Ludovico apoyó la carrera de su esposa como violinista y compositora, resaltando su virtuosismo y la singularidad de su formación en un orfanato.
Una de las primeras críticas que recibió como concertista adulto provino de Quirino Gasparini, quien escribió:

Se ganó los corazones de todos los habitantes de Turín con su interpretación.....le escribí al viejo Tartini el pasado sábado contándole las buenas noticias. Esto lo hará más feliz, ya que su alumna toca el violín con tal perfección que resulta obvia su herencia.

Sirmen fue todavía más exitosa como compositora. La noticia de un estreno el domingo 15 de agosto de 1768 en París: «El Mercurio de Francia habló en términos elogiosos sobre la ejecución por parte de Madame Sirmen de un doble concierto para violín de su propia autoría».
En 1771, Maddalena estrenó su Concierto para violín en Londres, con excelentes críticas y un encendido apoyo. Sus composiciones muestran al violín en su brillante virtuosismo, en medio de la dinámica aún restringida del clasicismo temprano.
Sirmen visitó Londres por última vez en 1772, con una interpretación vocal que no resultó exitosa.Aunque su carrera se marchitó en sus últimos años, se le recuerda como compositora y brillante intérprete de la música clásica del siglo XVIII.

## Obras
- “Seis tríos para dos violines con violonchelo obligado”

- “Seis cuartetos para dos violines, contralto y bajo”
- “Seis duetos para violín, dedicados al Duque de Gloucester”
- “Seis conciertos para violìn, oboe, dos cornos y cuerda" pero no la termino"
- “Seis sonatas para dos violines”
- “Seis conciertos adaptados para el clavicordio por Giordani”